# Ari Boya
Aristide Bertrand Boya Ognong  (nac. 29 de abril de 1999 en Douala, Camerún), conocido deportivamente como Ari Boya, es un baloncestista camerunés. Con una altura de 2 metros y 16 centímetros, juega en la posición de pívot.

## Trayectoria
Formado académicamente en la Universidad de Bradley, con sede en Peoria (Illinois), donde compitió en la Division I de la NCAA con los Braves entre 2018 y 2022. Se graduó en la temporada 2021/22 con promedios de 3.7 puntos y 3 rebotes.
Su primera experiencia profesional se desarrolla en la liga austriaca en 2022/23. Inicia la temporada con el BBC Nord Dragonz, disputando 14 partidos en los que registra medias de 13.3 puntos, 10.7 rebotes y 1.7 tapones, para ser traspasado en el mes de enero al Arkadia Traiskirchen Lions, donde termina la campaña con medias de 10.5 puntos, 74% en tiros de campo y 10.7 rebotes. Combinó un promedio de 10.7 rebotes por encuentro, siendo el tercer jugador de la competición en dicho apartado estadísico.
Es internacional con la selección nacional de Camerún, con la que ha disputado el FIBA AfroCan 2023.